# Ormes (Loiret)
Ormes és un municipi francès, situat al departament del Loiret i a la regió de Centre – Vall del Loira. L'any 2007 tenia 3.345 habitants.

## Demografia

### Població
El 2007 la població de fet d'Ormes era de 3.345 persones. Hi havia 1.124 famílies, de les quals 143 eren unipersonals (36 homes vivint sols i 107 dones vivint soles), 328 parelles sense fills, 590 parelles amb fills i 63 famílies monoparentals amb fills.
La població ha evolucionat segons el següent gràfic:
Habitants censats

### Habitatges
El 2007 hi havia 1.156 habitatges, 1.135 eren l'habitatge principal de la família, 1 era una segona residència i 20 estaven desocupats. 1.108 eren cases i 49 eren apartaments. Dels 1.135 habitatges principals, 894 estaven ocupats pels seus propietaris, 210 estaven llogats i ocupats pels llogaters i 32 estaven cedits a títol gratuït; 6 tenien una cambra, 28 en tenien dues, 80 en tenien tres, 280 en tenien quatre i 742 en tenien cinc o més. 962 habitatges disposaven pel capbaix d'una plaça de pàrquing. A 353 habitatges hi havia un automòbil i a 725 n'hi havia dos o més.

### Piràmide de població
La piràmide de població per edats i sexe el 2009 era:
| Homes | Edats   | Dones |
| ----- | ------- | ----- |
| 4     | 95 o +  | 0     |
| 0     | 90 a 94 | 4     |
| 4     | 85 a 89 | 4     |
| 4     | 80 a 84 | 16    |
| 20    | 75 a 79 | 28    |
| 36    | 70 a 74 | 32    |
| 20    | 65 a 69 | 32    |
| 40    | 60 a 64 | 36    |
| 76    | 55 a 59 | 40    |
| 136   | 50 a 54 | 100   |
| 128   | 45 a 49 | 68    |
| 152   | 40 a 44 | 176   |
| 140   | 35 a 39 | 172   |
| 96    | 30 a 34 | 132   |
| 76    | 25 a 29 | 96    |
| 44    | 20 a 24 | 52    |
| 124   | 15 a 19 | 156   |
| 104   | 10 a 14 | 192   |
| 172   | 5 a 9   | 128   |
| 76    | 0 a 4   | 76    |

## Economia
El 2007 la població en edat de treballar era de 2.280 persones, 1.753 eren actives i 527 eren inactives. De les 1.753 persones actives 1.673 estaven ocupades (861 homes i 812 dones) i 81 estaven aturades (40 homes i 41 dones). De les 527 persones inactives 181 estaven jubilades, 246 estaven estudiant i 100 estaven classificades com a «altres inactius».

### Ingressos
El 2009 a Ormes hi havia 1.158 unitats fiscals que integraven 3.435,5 persones, la mediana anual d'ingressos fiscals per persona era de 20.706 €.

### Activitats econòmiques
Dels 191 establiments que hi havia el 2007, 1 era d'una empresa extractiva, 1 d'una empresa alimentària, 3 d'empreses de fabricació de material elèctric, 20 d'empreses de fabricació d'altres productes industrials, 21 d'empreses de construcció, 30 d'empreses de comerç i reparació d'automòbils, 35 d'empreses de transport, 10 d'empreses d'hostatgeria i restauració, 5 d'empreses d'informació i comunicació, 13 d'empreses financeres, 7 d'empreses immobiliàries, 28 d'empreses de serveis, 8 d'entitats de l'administració pública i 9 d'empreses classificades com a «altres activitats de serveis».
Dels 36 establiments de servei als particulars que hi havia el 2009, 1 era una oficina de correu, 1 una oficina bancària, 4 tallers de reparació d'automòbils i de material agrícola, 1 taller d'inspecció tècnica de vehicles, 1 establiment de lloguer de cotxes, 3 paletes, 2 guixaires pintors, 6 fusteries, 2 lampisteries, 2 electricistes, 3 empreses de construcció, 2 perruqueries, 3 agències de treball temporal, 4 restaurants i 1 agència immobiliària.
Dels 7 establiments comercials que hi havia el 2009, 1 era una botiga de més de 120 m², 1 una botiga de menys de 120 m², 1 una peixateria, 1 una botiga de roba, 2 botigues d'electrodomèstics i 1 una joieria.
L'any 2000 a Ormes hi havia 13 explotacions agrícoles que ocupaven un total de 1.026 hectàrees.

## Equipaments sanitaris i escolars
L'únic equipament sanitari que hi havia el 2009 era una farmàcia.
El 2009 hi havia 1 escola maternal i 1 escola elemental.

## Poblacions més properes
El següent diagrama mostra les poblacions més properes.